# Nicole Klingler
Pour les articles homonymes, voir Klingler.
Nicole Klingler, née le 10 juin 1980 à Mauren est un triathlète liechtensteinoise, vainqueur sur triathlon Ironman.

## Palmarès
Le tableau présente les résultats les plus significatifs (podium) obtenus sur le circuit international de triathlon et en duathlon depuis 2004,.
| Année | Compétition                            | Pays          | Position           | Temps           |
| ----- | -------------------------------------- | ------------- | ------------------ | --------------- |
| 2011  | Powerman Italie                        | Italie        | Médaille d'or      | 3 h 59 min 17 s |
| 2011  | Championnats des petits états d'Europe | Chypre        | Médaille d'or      | 2 h 22 min 12 s |
| 2010  | Championnats des petits états d'Europe | Liechtenstein | Médaille d'or      | 1 h 5 min 37 s  |
| 2009  | Ironman Japon                          | Japon         | Médaille d'or      | 9 h 52 min 52 s |
| 2008  | Allgäu Triathlon                       | Allemagne     | Médaille d'or      | 4 h 54 min 14 s |
| 2008  | Championnat d'Europe longue distance   | France        | Médaille de bronze | 7 h 24 min 30 s |
| 2008  | Triathlon de Gérardmer XL              | France        | Médaille de bronze | 7 h 24 min 30 s |
| 2008  | Ironman Royaume-Uni                    | Royaume-Uni   | Médaille de bronze | Timing          |
| 2008  | Rheintal Duathlon                      | Suisse        | Médaille d'or      | 0 h 58 min 40 s |
| 2007  | Triathlon de Gérardmer XL              | France        | Médaille d'argent  | Timing          |
| 2006  | Ironman Royaume-Uni                    | Royaume-Uni   | Médaille d'argent  | 9 h 52 min 26 s |
| 2006  | Ironman Suisse                         | Suisse        | Médaille d'argent  | 9 h 36 min 18 s |
| 2005  | Triathlon de Gérardmer XL              | France        | Médaille d'or      | Timing          |
| 2004  | Powerman Duathlon                      | Suisse        | Médaille de bronze | 7 h 37 min 50 s |